# Liste der Baudenkmäler im Stadtbezirk Wanne
Die Liste der Baudenkmäler im Stadtbezirk Wanne enthält die denkmalgeschützten Bauwerke auf dem Gebiet des Stadtbezirks Herne-Wanne in Nordrhein-Westfalen (Stand: 14. Juli 2016). Diese Baudenkmäler sind in der Denkmalliste der Stadt Herne eingetragen; Grundlage für die Aufnahme ist das Denkmalschutzgesetz Nordrhein-Westfalen (DSchG NRW).

Der Stadtbezirk Herne-Wanne umfasst die Ortsteile Baukau-West, Unser Fritz / Crange und Wanne (mit Bickern).

## Bestehende Baudenkmäler
Denkmäler nach Straßen geordnet: A | B | C | D | F | G | H | M | O | R | S | U | W 
| Bild                                             | Bezeichnung                                           | Lage | Beschreibung                                                                                                 | Bauzeit   | Eingetragen seit | Denkmal- nummer |
| ------------------------------------------------ | ----------------------------------------------------- | --- | --- | --------- | ---------------- | --------------- |
| weitere Bilder                                   | Haus Crange                                           | Crange Altcrange Karte                                                                                       | nicht unmittelbar zugänglich; gepflegte Ruine                                                                |           | 10.08.1983       | 1               |
| weitere Bilder                                   | Wohngebäude                                           | Crange Altcrange 3 Karte                                                                                     | | 1784      | 10.10.1985       | 12              |
| weitere Bilder                                   | Wohngebäude                                           | Crange Altcrange 4 Karte                                                                                     | | 1748      | 18.09.1984       | 3               |
| weitere Bilder                                   | Wohngebäude                                           | Crange Altcrange 7 Karte                                                                                     | | 1804      | 14.10.1985       | 14              |
| weitere Bilder                                   | Malakow-Turm der Zeche Unser Fritz I/IV               | Unser Fritz Am Malakowturm Karte                                                                             | neuerdings zugänglich                                                                                        | 1873      | 09.01.1991       | 158             |
| weitere Bilder                                   | Wohnanlage Roter Block                                | Wanne Amtmann-Winter-Straße 5, 7, 9; Wanner Straße 4, 6, 8, 10, 12; Wibbeltstraße 7, 8. Karte                | |           | 24.11.1988       | 87              |
| weitere Bilder                                   | Cranger Kirche                                        | Crange An der Cranger Kirche 1 Karte                                                                         | | 1854      | 28.03.1988       | 32              |
| Fachwerkhaus                                     | Fachwerkhaus                                          | Baukau Baukauer Straße 46 Karte                                                                              | |           | 26.06.1991       | 206             |
| weitere Bilder                                   | ev. Auferstehungskirche                               | Bickern Bickernstraße 48 Karte                                                                               | |           | 10.02.2010       | 711             |
| Gedenkstein Amtmann-Winter                       | Gedenkstein Amtmann-Winter                            | Wanne Claudiusstraße ev. Friedhof Wanne                                                                      | |           | 06.04.1995       | 588             |
| weitere Bilder                                   | Gemeindehaus                                          | Wanne Deutsche Straße 1 Karte                                                                                | |           | 17.08.2009       | 710             |
| weitere Bilder                                   | Steinbogenbrücke über die Fleuthe                     | Unser Fritz Fleuthebrücke; nördlich der B 226 (Dorstener Straße) nahe der Stadtgrenze zu Gelsenkirchen Karte | durch Emscherverlegung trocken gefallen                                                                      | 1853      | 24.01.1992       | 239             |
| weitere Bilder                                   | Mehrfamilienhausgruppe                                | Wanne Freisenstraße 50–56 Karte                                                                              | |           | 12.03.1997       | 626             |
| weitere Bilder                                   | ehem. ev. Volksschule                                 | Unser Fritz Grimberger Feld 5 Karte                                                                          | |           | 24.05.2006       | 688             |
| weitere Bilder                                   | Sparkasse Wanne-Eickel (Gebäude)                      | Wanne Hauptstraße 224 / Amtmann-Winter-Straße 1/3 Karte                                                      | Sparkasse Wanne                                                                                              | 1926–1928 | 09.01.1991       | 155             |
| weitere Bilder                                   | ev. Christuskirche                                    | Wanne Hauptstraße 245 Karte                                                                                  | | 1886/1887 | 10.04.1987       | 24              |
| weitere Bilder                                   | Pfarrhaus zur ev. Christuskirche                      | Wanne Hauptstraße 245 a Karte                                                                                | | 1886/1887 | 10.04.1987       | 24              |
| weitere Bilder                                   | Wohn- und Geschäftshaus                               | Wanne Hauptstraße 293 / Mozartstraße Karte                                                                   | |           | 20.06.1988       | 47              |
| weitere Bilder                                   | Wohn- und Geschäftshaus                               | Wanne Hauptstraße 295 / Mozartstraße Karte                                                                   | |           | 20.06.1988       | 48              |
| weitere Bilder                                   | Wohn- und Geschäftsgebäude                            | Wanne Hauptstraße 299 / Lortzingstraße Karte                                                                 | |           | 06.06.1994       | 580             |
| weitere Bilder                                   | kath. Kirche St. Laurentius                           | Wanne Hauptstraße 317 / Karlstraße Karte                                                                     | |           | 13.04.1987       | 25              |
| weitere Bilder                                   | Wohn- und Geschäftshaus                               | Wanne Hauptstraße 327 Karte                                                                                  | |           | 28.11.1985       | 15              |
| weitere Bilder                                   | Wohn- und Geschäftshaus                               | Wanne Hauptstraße 329 Karte                                                                                  | |           | 28.11.1985       | 15              |
| weitere Bilder                                   | Wohn- und Geschäftshaus                               | Wanne Hauptstraße 383 Karte                                                                                  | |           | 06.04.1999       | 641             |
| Wohngebäude                                      | Wohngebäude                                           | Wanne Heinestraße 8 Karte                                                                                    | |           | 24.11.1988       | 88              |
| Bauernhaus / Hofanlage                           | Bauernhaus / Hofanlage                                | Baukau Hertener Straße 4 Karte                                                                               | |           | 17.06.2002       | 651             |
| weitere Bilder                                   | Wohn- und Geschäftshaus                               | Wanne Mozartstraße 1 Karte                                                                                   | |           | 28.03.1988       | 33              |
| weitere Bilder                                   | Wohn- und Geschäftshaus                               | Wanne Mozartstraße 2 Karte                                                                                   | |           | 28.03.1988       | 34              |
| weitere Bilder                                   | Wohn- und Geschäftshaus                               | Wanne Mozartstraße 3 Karte                                                                                   | |           | 28.03.1988       | 35              |
| weitere Bilder                                   | Wohn- und Geschäftshaus                               | Wanne Mozartstraße 4 Karte                                                                                   | |           | 28.03.1988       | 36              |
| weitere Bilder                                   | Wohn- und Geschäftshaus                               | Wanne Mozartstraße 5 Karte                                                                                   | |           | 28.03.1988       | 37              |
| weitere Bilder                                   | Wohn- und Geschäftshaus                               | Wanne Mozartstraße 6 Karte                                                                                   | |           | 28.03.1988       | 38              |
| weitere Bilder                                   | Wohn- und Geschäftshaus                               | Wanne Mozartstraße 7 Karte                                                                                   | |           | 28.03.1988       | 39              |
| weitere Bilder                                   | Wohn- und Geschäftshaus                               | Wanne Mozartstraße 8 Karte                                                                                   | |           | 28.03.1988       | 40              |
| weitere Bilder                                   | Wohn- und Geschäftshaus                               | Wanne Mozartstraße 9 Karte                                                                                   | |           | 28.03.1988       | 41              |
| Wohngebäude                                      | Wohngebäude                                           | Wanne Mozartstraße 10 Karte                                                                                  | |           | 10.10.1985       | 13              |
| weitere Bilder                                   | Wohngebäude                                           | Wanne Overhofstraße 2 Karte                                                                                  | |           | 24.11.1988       | 89              |
| weitere Bilder                                   | Wohnhaus                                              | Wanne Overhofstraße 5 Karte                                                                                  | |           | 29.11.2010       | 715             |
| weitere Bilder                                   | Wohngebäude                                           | Wanne Overhofstraße 7 Karte                                                                                  | |           | 01.02.1996       | 615             |
| weitere Bilder                                   | Wohngebäude                                           | Wanne Overhofstraße 11 Karte                                                                                 | |           | 28.11.1985       | 16              |
| Wohngebäude                                      | Wohngebäude                                           | Wanne Overhofstraße 12 Karte                                                                                 | |           | 09.06.1988       | 44              |
| weitere Bilder                                   | Wohngebäude                                           | Wanne Overhofstraße 13 Karte                                                                                 | |           | 30.10.1995       | 614             |
| weitere Bilder                                   | Wohngebäude                                           | Wanne Overhofstraße 15 Karte                                                                                 | |           | 20.06.1988       | 46              |
| Wohngebäude                                      | Wohngebäude                                           | Wanne Overhofstraße 17 Karte                                                                                 | |           | 24.11.1988       | 90              |
| weitere Bilder                                   | Rathaus Wanne                                         | Wanne Rathausstr. 6 Karte                                                                                    | | 1905      | 12.12.1985       | 18              |
| weitere Bilder                                   | Wohnhaus                                              | Wanne Rathausstraße 11 Karte                                                                                 | |           | 26.04.2010       | 712             |
| weitere Bilder                                   | Villa                                                 | Wanne Rathausstraße 18 Karte                                                                                 | |           | 24.11.1988       | 91              |
| kath. Friedhof St. Laurentius                    | kath. Friedhof St. Laurentius                         | Wanne Stöckstraße Karte                                                                                      | Kapelle incl. Ausstattung                                                                                    |           | 24.02.2014       | 718             |
| weitere Bilder                                   | Feuerwehrgerätehaus                                   | Wanne Stöckstraße 34 b Karte                                                                                 | Bauherr: Bauamt Wanne Neugotischer Klinkerbau                                                                | 1906      | 20.06.1988       | 45              |
| weitere Bilder                                   | Pfarrhaus der evgl. Lutherkirche                      | Wanne Unser-Fritz-Straße 22 Karte                                                                            | |           | 28.03.1988       | 42              |
| weitere Bilder                                   | evgl. Lutherkirche                                    | Wanne Unser-Fritz-Straße 24 Karte                                                                            | |           | 28.03.1988       | 42              |
| weitere Bilder                                   | Pfarrhaus der evgl. Lutherkirche                      | Wanne Unser-Fritz-Straße 26 Karte                                                                            | |           | 28.03.1988       | 42              |
| weitere Bilder                                   | ehem. Schule, jetzt Heimatmuseum Unser Fritz          | Unser Fritz Unser-Fritz-Straße 108 Karte                                                                     | |           | 11.08.1989       | 95              |
| Verkaufspavillon                                 | Verkaufspavillon                                      | Unser Fritz Unser-Fritz-Str. 108 Karte                                                                       | steht zurzeit als Denkmal im Außenbereich des Heimatmuseums Unser Fritz                                      | um 1905   | 15.11.1988       | 77              |
| weitere Bilder                                   | ehem. Direktorenvilla der Zeche Unser Fritz           | Unser Fritz Unser-Fritz-Straße 176 Karte                                                                     | |           | 16.05.2000       | 644             |
| weitere Bilder                                   | ehem. Verwaltungsgebäude der Zeche Unser Fritz        | Unser Fritz Unser-Fritz-Straße 182 Karte                                                                     | |           | 16.05.2000       | 645             |
| Wohngebäude (siehe hierzu auch Denkmalnummer 87) | Wohngebäude (siehe hierzu auch Denkmalnummer 87)      | Wanne Wanner Straße 4 Karte                                                                                  | |           | 16.03.1995       | 586             |
| weitere Bilder                                   | Postgebäude                                           | Wanne Wanner Straße 23 Karte                                                                                 | teilweise postfremd genutzt                                                                                  |           | 29.06.2005       | 687             |
| weitere Bilder                                   | Wohnhaus                                              | Wanne Wibbeltstraße 5–6 / Wanner Straße Karte                                                                | Architekt: Heinrich Cordt Bauherr: Heinrich und Wilhelm Cordt                                                | 1928      | 09.01.1991       | 156             |
| weitere Bilder                                   | Gefallenen-Mahnmal für Kriegsopfer eines Sportvereins | Wanne Wilhelmstraße (Sportplatz) Karte                                                                       | | 1929      | 18.03.2009       | 709             |
| weitere Bilder                                   | Königin-Luisen-Schule                                 | Bickern Wilhelmstraße 88 Karte                                                                               | Architekt: Paul Spanier Bauherr: Amt Wanne 1910 bis 1968 Volksschule, 1968 bis 2013 Gemeinschaftshauptschule | 1908/09   | 09.04.1990       | 100             |
| weitere Bilder                                   | Pluto Wilhelm Doppelbockgerüst der Schachtanlage      | Bickern Wilhelmstraße 98 Karte                                                                               | Zeche Pluto                                                                                                  |           | 23.02.1999       | 638             |

## Abgegangene Baudenkmäler
| Bild           | Bezeichnung                   | Lage                      | Beschreibung                                                                              | Bauzeit | Eingetragen seit                | Denkmal- nummer |
| -------------- | ----------------------------- | ------------------------- | ----------------------------------------------------------------------------------------- | ------- | ------------------------------- | --------------- |
| weitere Bilder | Portalkran Nr. 4 Krummer Hund | Crange Am Westhafen Karte | Der Portalkran wurde Anfang 2011 aus der Denkmalliste entfernt und im März 2012 abgebaut. | 1927    | 09.03.1999 Löschung 2011        | 639.1           |
|                | Wohngebäude                   | Tellstraße 2              |                                                                                           |         | 20.06.1988; Löschung 09.03.1992 | 51              |